# Theaterkompanie
Eine Theaterkompanie (auch Theatercompagnie, Theaterensemble) ist eine fest zusammengeschlossene Gruppe von Schauspielern, zumeist an einem Theater, die regelmäßig zuvor einstudierte Theaterstücke zur Aufführung bringt. Hierbei kann, wie beim Theater üblich, zwischen Saisonaufführungen und Repertoirestücken unterschieden werden.

## Wortherkunft und Verwendung
Das Wort Kompanie stammt aus dem mittellateinischen compagn(i)a und wurde seit dem 14. Jahrhundert ursprünglich als Wort für eine Brotgenossenschaft genutzt (im Singular: companio „Brotgenosse“, siehe auch Kompagnon). Auch die französische Schreibung Compagnie wurde früher in der kaufmännischen Sprache für ein gesellschaftlich oder genossenschaftlich geführtes Unternehmen verwendet. Im Englischen findet man mit dem Wort Company bis heute diese Verwendung. Im Theater wird dieser künstlerische und wirtschaftliche Zusammenschluss von Schauspielern oftmals als Eigenname verwendet, so bei der Theater Kompagnie Stuttgart, Theater Compagnie Lion (Saarbrücken), Markus Zohner Theater Compagnie oder der Theaterkompanie Leipzig („theaterkompanie.leipzig“).
Auch in Belgien, Frankreich, den Niederlanden, Frankreich und auch China findet sich die Kompanie, bzw. Compagnie in den Eigennamen von Theaterensembles. Beispielsweise in Compagnie Transe Express Circus, Compagnie Renaud-Barrault oder National Theatre Company of China.

## Der Begriff im englischsprachigen Theater
Im englischen Theater zu Zeiten Elisabeth I. und Jakob I. bis hin zur Schließung der Londoner Theater, also zwischen ca. 1560 und 1642, wurden am Hofe angestellte oder kommerzielle, reisende Theaterensembles als Playing Company bezeichnet. Wobei ihre Eigennamen auf den Titel oder Namen ihres jeweiligen Patrons lauteten. Eine Patronage durch einen Adeligen wurde notwendig, als die elisabethanischen Armengesetze mit einem Gesetz von 1572 geändert wurden. Dadurch veränderte sich die Situation von reisenden Schauspielern: Wer keine Patronage durch einen Adligen besaß, konnte als Vagabund eingestuft und mit einer Reihe von Strafen belegt werden. Hingegen waren diejenigen, die sich in einen solchen Schutz begaben, rechtlich sicherer als zuvor. Die verschiedenen Playing Companies des Elisabethanischen Theaters nannten sich so fortan Leicester’s Men, Lord Strange’s Men, Queen Elizabeth’s Men oder Admiral’s Men. Herausragend waren die Lord Chamberlain’s Men, die Company um William Shakespeare.
In der Stuart-Restauration nach 1660 taucht die Begrifflichkeit der Kompanie auch in den Namen der neu gegründeten Theatertruppen auf, etwa Duke’s Company oder King’s Company. Auch heute nutzen Theaterensembles im englischsprachigen Raum den Begriff für sich, so die Steppenwolf Theatre Company oder die Royal Shakespeare Company.